# Тракай
Трака́й, або Тро́ки ( Trakai, лит. Trakai, біл. Трокі, пол. Troki) — місто повітового підпорядкування у Вільнюському повіті у Литві. За 30 км на захід від центру Вільнюса. Місто лежить поміж 72 тракайських озер, оточене ними з усіх боків. Тракайський національний-історичний парк.

## Назва
Місто вперше згадується у 1337 році в німецьких хроніках як Tracken, в пізньо-німецьких як Traken. Похідне від лит. trakai (в однині trãkas) — «галявина» (також «місце, очищене від чагарників» або «випалена пустка посеред лісу»). В часи Речі Посполитої місто називалося за польською транскрипцією Troki. Ця назва збереглася за містом і в сучасній польській. В українській мові відоме як Троки; звідси ж й походження відомого прізвища Троцький.

## Географія
Тракай розташований за 27 км на південний захід від Вільнюса, між двома великими озерами Ґальве та Лука, які оточені лісами.

## Клімат
У міста помірно континентальний клімат з теплим літом та помірно холодною зимою. Середня температура повітря у червні становить +21 °С, в липні та серпні — +22 ° С. У зимовий період з грудня по лютий температура повітря зазвичай коливається у діапазоні від 0 °С до -6 °C у січні. За рік випадає понад 600 мм опадів, найбільше у липні — близько 80 мм, найменше у лютому — 31 мм.

## Історія
До 1323 року, Троки (Тракай) був столицею Великого князівства Литовського.
Перші згадки про Тракай є у німецьких хроніках та датуються 1337 роком. Місто було засноване Гедиміном — засновником Вільнюса, та мало назву Нові Троки, а Старі Троки знаходяться у 4 км на південний схід від Троків та деякий час навіть були столицею Литовського князівства, згодом Старі Троки стали столицею Трокського князівства.
Велику роль у розвитку двох міст відіграв великий князь Вітовт. У 1409 році Тракай отримав маґдебурзьке право.
Пізніше розвиток міста сповільнився. До 16 століття Нові Троки остаточно втратили своє значення. У 17 столітті були значно пошкоджені в ході російсько-польської війни. Протягом подальшої історії Нові Троки залишалися невеликим містечком з багатою історією.

## Демографія
| Динаміка населення з 1870 по 2011 |          |          |          |
| 1870                              | 1897пер. | 1901     | 1939     |
| 2191                              | 2800     | 2390     | 3100     |
| 1959пер.                          | 1970пер. | 1976     | 1979пер. |
| 3100                              | 4691     | 6000     | 5763     |
| 1989пер.                          | 2001пер. | 2011пер. | -        |
| 6703                              | 5725     | 4933     | -        |
| Гістограма динаміки населення     |          |          |          |

Етнічний розподіл станом на 2011 рік
- Литовці — 66,53 % (3282);
- Поляки  — 19,01 % (938);
- Росіяни — 8,88 % (438);
- Білоруси — 1,44 % (71);
- Українці — 0,63 % (31);
- Татари — 0,59 % (29);
- Інші — 1,56 % (77).

## Визначні місця

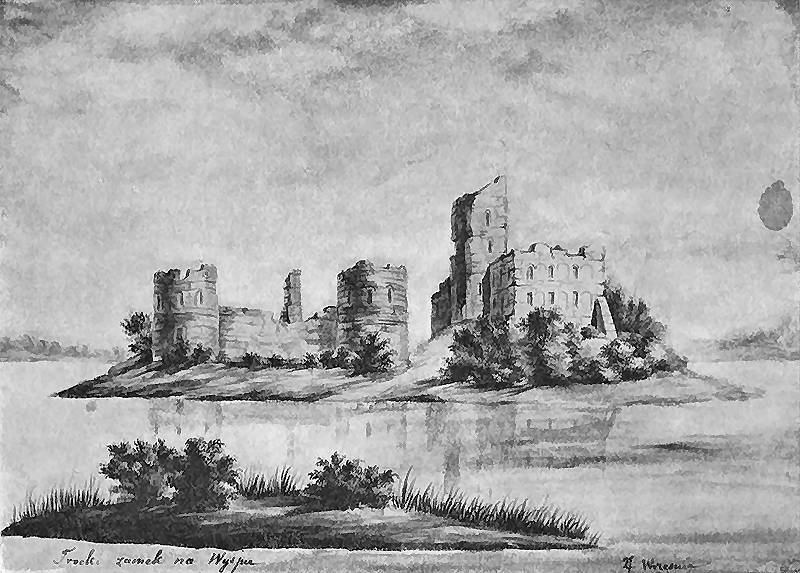
Руїни Тракайського замку
Наполеон Орда, 1877

Тракайський замок — зведений замість старого зруйнованого в 1382–1383 роках замку. Збудований в 1409 року як основна резиденція Великого Литовського князя  Гедиміна. З цим замком тісно пов'язана історія також інших Гедиміновичів: Кейстута, Вітовта тощо.

Караїмська кенаса — збудована у XVIII століття.

Храм Різдва Пресвятої Богородиці — кам'яний храм збудований в 1863 році для православної спільноти міста. Храм сильно постраждав під час Першої світової війни, реконструйований в 1938.

Костьол Бернардинців

Руїни старого замку — Фортеця на півострові, залишки першого трокайського (троцького) замку.

Тракайський історичний музей — розташований на території Тракайського замкку. Експозиції музею розповідають про історію міста та замку. Тут розташовано 16 залів експозиції, в яких представлені експонати прикладного мистецтва, колекції меблів, марок, курильних трубок, годинників, порцеляни та кераміки, літератури, картографії, мисливських трофеїв. У музеї можна побачити цікаву археологічну колекцію.
Караїмський етнографічний музей — на Караїмській вул. 22 (лит. Karaimų g. 22). Відкритий 28 червня 1997 року на ознаменування 600-ліття мешкання караїмів в Литві.

## Відомі люди

### Народились
- Хаджі I Ґерай — кримський хан
- Ісаак Троцький (1533—1588/1594) — караїмський теолог-полеміст, письменник.
- Дубинський Олександр Йосипович (1924—2002) — польський учений-тюрколог і сходознавець, доктор гуманітарних наук.